# Periscepsia gravicornis
Periscepsia gravicornis là một loài ruồi trong họ Tachinidae.